# Болеслав Клопотовський
Болесла́в Героні́м Клопото́вський (пол. Bolesław Hieronim Kłopotowski; 13 березня 1848, біля Шаргорода — 24 лютого 1903, Санкт-Петербург) — римо-католицький Луцько-Житомирський єпископ-суфраган (1897—1898), адміністратор Луцько-Житомирської дієцезії (1898—1899), ординарій цієї дієцезії (1899—1901) і Могильовський архієпископ-митрополит (1901—1903).

## Біографія
Народився 13 березня 1848 р. біля Шаргорода на Поділлі. Навчався теології у 1865—1869 роках у Духовній семінарії в Житомирі, у 1869—1873 роках навчався в Духовній академії в Санкт-Петербурзі, де одержав ступінь маґістра. Ієрейські свячення прийняв у 1872 році, потім професором Духовної семінарії в Житомирі. Від 1877 р. читав канонічне право й історію Церкви в Духовній академії у Петербурзі. Великою популярністю славився його підручник із історії Церкви («Compendium historiae ecclesiasticae, qoud suis praelectionibus accomodatum fecit» т. 1-3). У 1884 р. став інспектором, а в 1897 р. ректором цього навчального закладу. У 1897 р. став луцько-житомирським єпископом-суфраганом. У наступному 1898 році став адміністратором луцько-житомирської дієцезії, а в 1899 р. — ординарієм цієї дієцезії. У 1901 році став могильовським митрополитом архієпископом. У 1901—1902 рр. впровадив у життя умову, заключену між Ватиканом і царською владою у справі російської мови[джерело?] в додаткових богослужіннях і катехізації — відтоді в паралітургії мала бути латинська мова, а в навчанні катехези мали вживати мову чи говірку, якою говорили католики в даній парафії. У 1901—1903 рр. був керівником Римо-католицької духовної колегії в Санкт-Петербурзі. У 1889—1892 рр. писав статті й звіти з релігійного життя до друкованого у Варшаві часопису «Католицький огляд» («Przegląd Katolicki»).
Архієпископ Б. Клопотовський помер 24 лютого 1903 року в Санкт-Петербурзі. Похований на Виборзькому кладовищі.